# Pogonotriccus difficilis
El orejerito de Serra do Mar (Pogonotriccus difficilis), también denominado atrapamoscas de Ihering, es una especie de ave paseriforme de la familia Tyrannidae, perteneciente al género Pogonotriccus, hasta recientemente, en 2022, situado en el género Phylloscartes. Es endémico de la Serra do Mar en Brasil, como su nombre popular lo indica.

## Distribución y hábitat

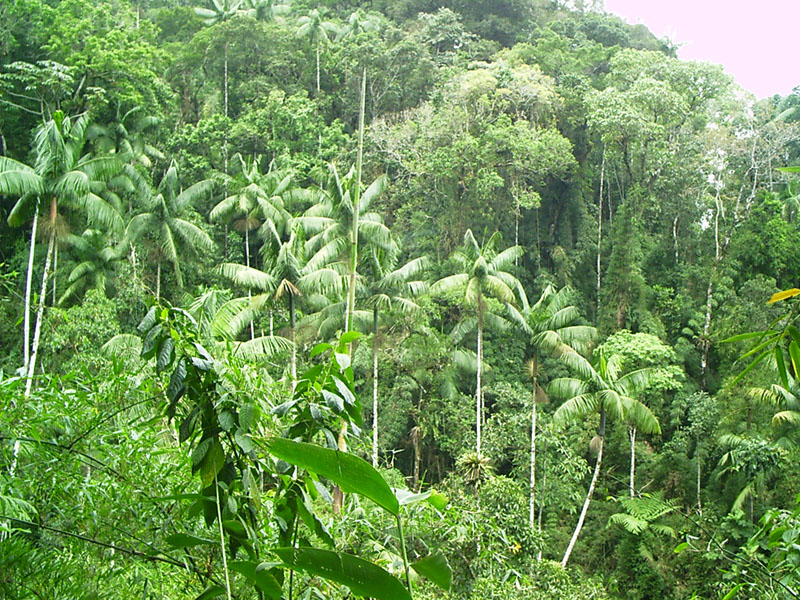
Mata Atlántica en el Parque nacional de Itatiaia, Río de Janeiro, ejemplo de hábitat de la especie.

Se distribuye por las montañas costeras del sureste y sur de Brasil, la denominada Serra do Mar, desde Espirito Santo y sur de Minas Gerais hasta el noreste de Rio Grande do Sul.
Esta especie es considerada poco común en sus hábitats naturales: el estrato bajo y los arbustales de bosques montanos de la Mata Atlántica, entre los 900 y los 2100 m de altitud.

## Descripción
Mide 11 cm de longitud. Tal vez uno de los plumajes más distintivos dentro de un género en general bastante uniforme. Verde oliva brillante por arriba, en la corona y toda la parte superior; presenta una configuración facial única, especialmente el anillo supraloral blanco brillante; por abajo es principalmente gris, más pálido en la garganta.

## Comportamiento
Vive oculto en el sotobosque y en el estrato bajo, en medio al enmarañado de vegetación y de fetos arborescentes o en bambuzales densos.

### Alimentación
Captura insectos en vuelos cortos y también consume pequeños frutos.

## Sistemática

### Descripción original
La especie P. difficilis fue descrita por primera vez por los zoólogos germano - brasileños Hermann von Ihering y su hijo Rudolpho von Ihering en 1907 bajo el nombre científico Guracava difficilis; la localidad tipo es: «Campos de Itatiaia, Rio de Janeiro, Brasil».

### Etimología
El nombre genérico masculino «Pogonotriccus» se compone de las palabras del griego «pōgōn, pōgonōs» que sinifica ‘barba’, y «τρικκος trikkos»: pequeño pájaro no identificado; en ornitología, triccus significa «atrapamoscas tirano»; y el nombre de la especie «difficilis» en latín significa ‘difícil’.

### Taxonomía
Un grupo de especies, que exhiben características morfológicas y comportamentales diferenciadas de los Phylloscartes tradicionales, eran colocadas en el género Pogonotriccus por algunos autores y clasificaciones, y en Phylloscartes por otros. Finalmente, los amplios estudios genéticos de Harvey et al. (2020) no sólo confirmaron que Phylloscartes y Pogonotriccus constituyen dos clados diferentes, sino que demostraron que la presente especie y P. paulista también se encuentran embutidas en Pogonotriccus. Sobre estas evidencias, el Comité de Clasificación de Sudamérica (SACC), en la Propuesta No 959 reconocío la inclusión de todas estas especies en Pogonotriccus.
Es monotípica.